# Abisares
Abisares – indyjski książę, król i władca krainy Orejoj Indoj, która znajdowała się na północ od państwa księcia Porosa. Zawarł z nim przymierze w walce przeciwko Aleksandrowi Wielkiemu.
Po klęsce oddał hołd Aleksandrowi Wielkiemu, przez co pozostał u władzy w swym państwie.